# Senhora do Porto (ort)
Senhora do Porto är en ort i Brasilien.   Den ligger i kommunen Senhora do Porto och delstaten Minas Gerais, i den sydöstra delen av landet, 600 km sydost om huvudstaden Brasília. Senhora do Porto ligger 607 meter över havet och antalet invånare är 3 493.
Terrängen runt Senhora do Porto är huvudsakligen lite kuperad. Senhora do Porto ligger nere i en dal. Runt Senhora do Porto är det glesbefolkat, med 8 invånare per kvadratkilometer..
Omgivningarna runt Senhora do Porto är huvudsakligen savann.